# Вишне Опатске
Вишне Опатске (словац. Vyšné Opátske) — міська частина, громада округу Кошиці IV, Кошицький край. Кадастрова площа громади — 4.19 км².
Населення 2687 осіб (станом на 31 грудня 2020 року).

## Історія
Вишне Опатске згадується 1344 року.